# Deutscher Squash Verband
Der Deutsche Squash Verband e. V. (DSQV) ist der für die Sportart Squash zuständige Verband im Deutschen Olympischen Sportbund (DOSB).

## Geschichte
Der Verband wurde im Jahr 1973 in Hamburg gegründet. Verbandssitz und Geschäftsstelle befinden sich in Bocholt. Der DSQV ist der Dachverband von 12 Landesverbänden. Auf der Mitgliederversammlung 2006 wurde der ursprüngliche Name, Deutscher Squash und Rackets Verband (DSRV), in den nun aktuellen Namen geändert.

## Landesverbände
Insgesamt sind 12 Landesverbände Mitglied des DSQVs.
| - Squash Landesverband Baden-Württemberg - Squash in Bayern - Squash-Verband Berlin-Brandenburg - Squash Rackets Verband Bremen - Hamburger Squash Verband - Hessischer Squash Verband | - Squash Verband Niedersachsen - Squash Landesverband Nordrhein-Westfalen - Squash Racket Verband Rheinland-Pfalz - Saar Squash Rackets Verband - Squash Landesverband Sachsen - Squash Verband Schleswig-Holstein |

## Bundeskader
Die deutsche Squashnationalmannschaft der Herren, Damen und Jugend werden von Chefbundestrainer Oliver Pettke, sowie von Simon Rösner und Valentin Rapp betreut. Sportdirektorin ist Karin Krasenbrink.

## Internationale Wettbewerbe
Der Deutsche Squash Verband war bereits mehrfach Ausrichter internationaler Wettbewerbe wie Europa- und Weltmeisterschaften. Bei den Mannschafts-Europameisterschaften 1983 in München, im Jahr 1993 in Gelsenkirchen, 2002 in Böblingen und 2012 in Nürnberg war der DSQV Ausrichter, ebenso bei den Europameisterschaften im Einzel 2010 in Saarbrücken. Mannschafts-Weltmeisterschaften fanden bislang 1998 in Stuttgart bei den Damen und 2011 in Paderborn bei den Herren statt. Die Weltmeisterschaften im Einzel der Herren im Jahr 1983 und der Damen 1998 wurden ebenfalls in Deutschland ausgetragen; die Damen spielten in Stuttgart.